# Sint-Antonius van Paduakapel (Aalst)
De kapel Sint-Antonius van Padua is een neobarokke  kapel in het begijnhof van Aalst in Oost-Vlaanderen. De kapel is toegewijd aan Antonius van Padua.

## Geschiedenis en beschrijving
De kapel werd in 1872 gebouwd op de plaats waar zich voordien het graf bevond van Joanna Dedemaecker, een mystieke begijn die in de 17e eeuw in het begijnhof woonde. Boven de deur van de kapel staat een herdenkingsopschrift voor deze begijn: "Ac piae memoriae Joannae Dedemaecker. Me ecxit V. Vandermaeren, Begg. 1631 - 1872". De kapel werd opgericht in opdracht van begijnhofpastoor Monfils en hofmeesteres Victoria Van der Maeren; de naam van deze laatste staat vermeld op het opschrift.
De kapel zelf is een klein, vierkant, neobarok gebouwtje in baksteen, met een afwerking in natuursteen. De vensters zijn rond en de deurlijst is zwaar en rondboogvormig, met vierkante pilasters.

## Onroerend erfgoed
Op 23 oktober 1997 werd de kapel door minister Luc Martens beschermd als monument.

## Galerij

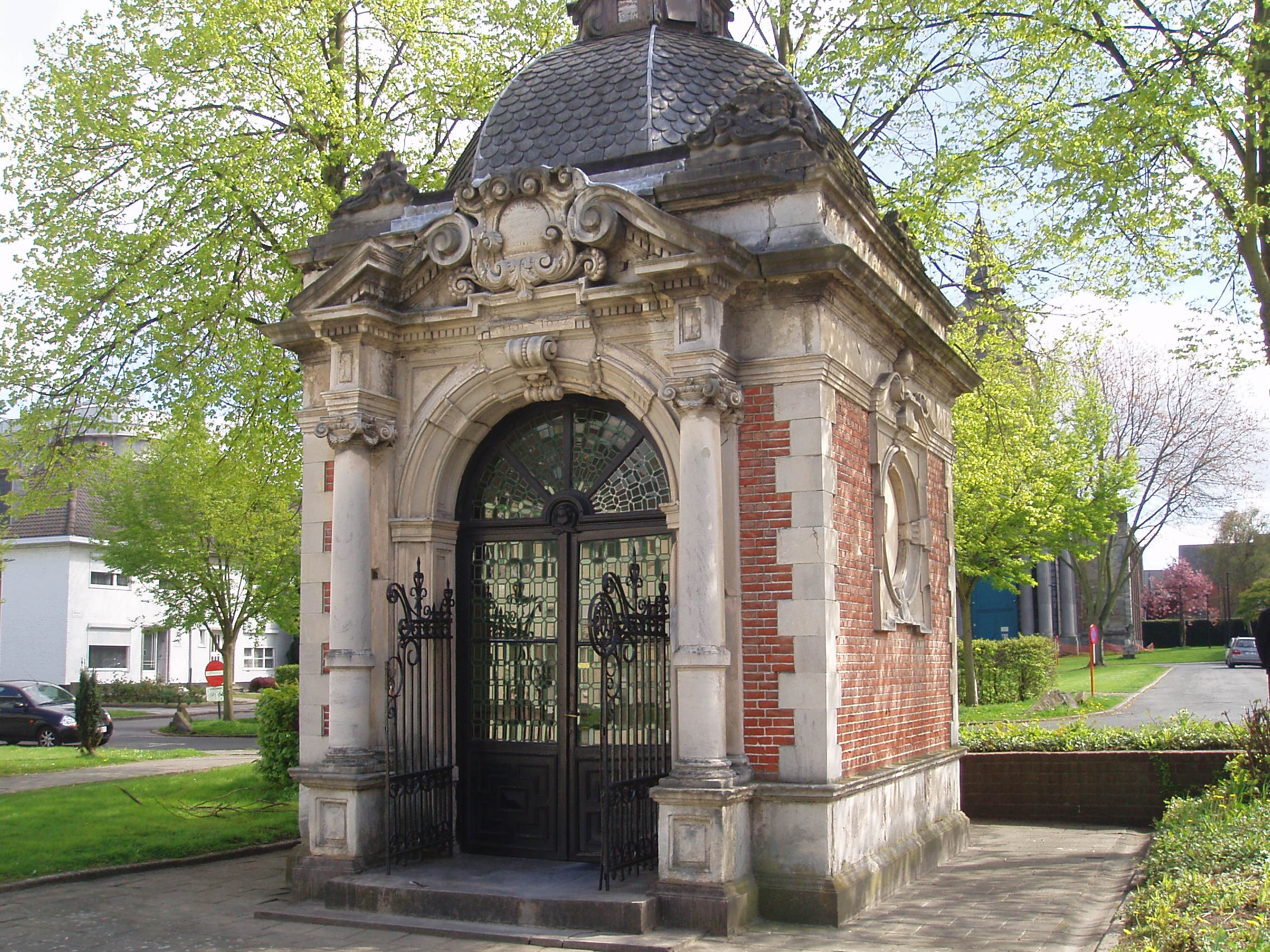
Voor- en zijgevel van de kapel
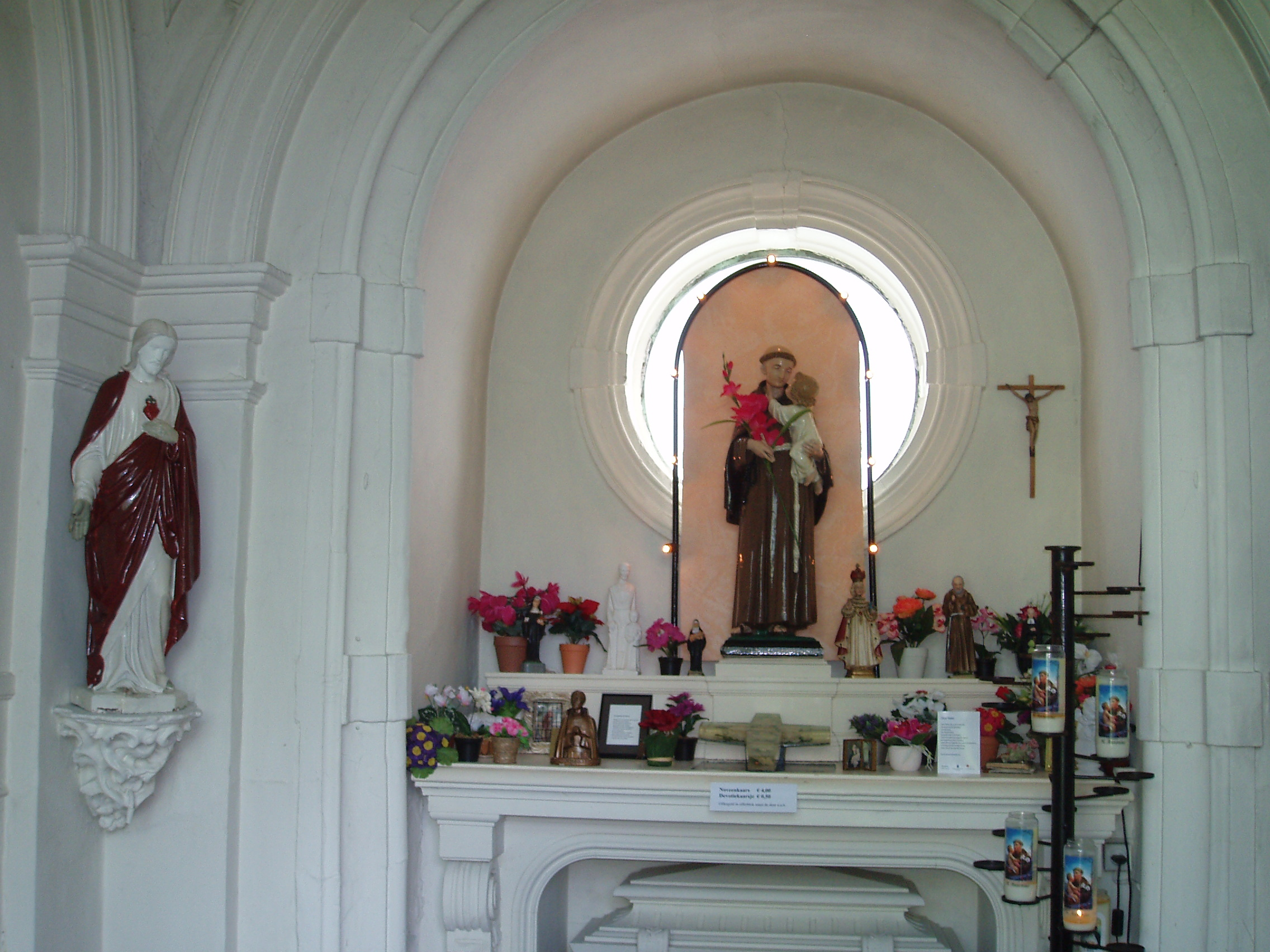
Binnenzijde van de kapel, met een beeld van Sint-Antonius